# Bernard Panafieu
Bernard Louis Auguste Paul Panafieu pronunciationⓘ (Châtellerault, Poitou-Charentes; 26 de enero de 1931-Carpentras, Provenza-Alpes-Costa Azul; 12 de noviembre de 2017) fue un cardenal francés, arzobispo de Marsella.

## Biografía
Ordenado sacerdote el 22 de abril de 1956 para la archidiócesis de Albi, sirvió como vicario y capellán del liceo La Pérouse. Fue también el capellán de la parroquia universitaria, capellán de estudiantes en Toulouse, entre 1967 y 1970, y secretario general del consejo presbiteral entre 1973 y 1974.
El 18 de abril de 1974, fue nombrado obispo titular de Tibili y obispo auxiliar de Annecy. Cuatro años más tarde fue promovido a la sede metropolitana de Aix por el papa Pablo VI el 30 de noviembre de 1978. Fue nombrado obispo coadjutor de Marsella el 24 de agosto de 1994. Sucedió al arzobispo de Marsella el 22 de abril de 1995. Fue el primer arzobispo metropolitano cuando Marsella fue elevada a aquel rango el 16 de diciembre de 2002.
Fue creado y proclamado cardenal presbítero de San Gregorio Barbarigo en Tre Fontane en el consistorio de 2003 por el papa Juan Pablo II. Participó como uno de los cardenales electores en el Cónclave de 2005, donde fue seleccionado Benedicto XVI como nuevo pontífice. Fue arzobispo emérito de Marsella.